# وایدمانسلوشت
وایدمانسلوشت (به آلمانی: Berlin-Waidmannslust) یک منطقهٔ مسکونی در آلمان است که در راینیکندورف واقع شده‌است. وایدمانسلوشت ۱۰٬۰۲۲ نفر جمعیت دارد.